# L'esca (film)
L'esca (L'appât) è un film del 1995 diretto da Bertrand Tavernier.
Il film trae spunto dal libro L'appât del 1990, scritto da Morgan Sportès e che si basa - pur utilizzando nomi di fantasia - sulla ricostruzione di due omicidi perpetrati a Parigi nel 1984 dal trio composto da Valérie Subra, Laurent Hattab, Jean-Rémi Sarraud.
Vincitore dell'Orso d'oro al Festival di Berlino del 1995, il film venne vietato ai minori di 18 anni.

## Trama
La giovane commessa Nathalie, il suo fidanzato Eric e l'amico Bruno, stanchi di vivere in ristrettezze economiche, progettano di andare negli USA per aprire una catena di negozi di abbigliamento. Per reperire i fondi necessari, i tre cominciano a rapinare ricchi imprenditori, medici e avvocati, adescandoli con la ragazza stessa. I colpi si susseguono numerosi con alterne fortune, ricorrendo in due occasioni, senza alcun pentimento o sussulto, anche all'omicidio; ma il loro superficiale e irresponsabile modo di agire li porta a lasciarsi dietro una significativa serie di prove a loro carico che li condurrà inevitabilmente all'arresto.

## Critica
- Il film espone, con lucida concisione, l'irresponsabilità incolta in cui vive una parte della gioventù europea degli anni '90, cresciuta nella società dei consumi. Commento del dizionario Morandini che assegna al film tre stelle su cinque di giudizio.[1]
- Tavernier tenta l'analisi psicologica di una generazione priva di valori, ma non tutto è a fuoco. Commento del dizionario Farinotti che assegna al film due stelle su cinque di giudizio[1]

## Riconoscimenti
- Festival di Berlino 1995
  - Orso d'oro